# Горњи Рогољи
Горњи Рогољи су насељено мјесто у Западној Славонији. Припадају општини Окучани, у Бродско-посавској жупанији, Република Хрватска.

## Географија
Горњи Рогољи се налазе на Псуњу. Удаљени су око 12 км сјеверно од Окучана.

## Историја
Горњи Рогољи су се од распада Југославије до маја 1995. године налазили у Републици Српској Крајини. До територијалне реорганизације насеље се налазило у саставу бивше општине Нова Градишка.

## Становништво
Према попису становништва из 2011. године, насеље Горњи Рогољи је имало 26 становника.
| Националност       | 2001. | 1991. | 1981. | 1971. | 1961. |
| Срби               | 23    | 100   | 82    | 174   | 169   |
| Хрвати             | 9     | 1     | 4     | 4     | 7     |
| Југословени        | —     |       | 54    | 3     | 1     |
| остали и непознато | 2     | 1     |       |       | 1     |
| Укупно             | 34    | 102   | 140   | 181   | 178   |

| Демографија | Демографија | Демографија |
| Година      | Становника  | Становника  |
| ----------- | ----------- | ----------- |
| 1961.       | 178         |             |
| 1971.       | 181         |             |
| 1981.       | 140         |             |
| 1991.       | 102         |             |
| 2001.       | 34          |             |
| 2011.       |             | 26          |